# Esteban Dragutin
Esteban Dragutin (en serbio: Стефан Драгутин, en húngaro: Dragutin István; c. 1244-12 de marzo de 1316) fue rey de Serbia desde 1276 hasta 1282. Desde 1282, gobernó un reino separado que incluía el norte de Serbia y (desde 1284) los banatos húngaros vecinos (o provincias fronterizas), por lo que extraoficialmente fue llamado «rey de Sirmia».
Era el primogénito del rey Esteban Uroš I de Serbia y la reina Helena de Anjou. Dragutin se casó con Catalina de Hungría, probablemente después de que su padre concluyera un tratado de paz con su abuelo, Bela IV de Hungría, en 1268. En 1271, recibió el título de «rey joven» en reconocimiento de su derecho a suceder a su padre. Se rebeló contra su padre y, con la ayuda húngara, lo obligó a abdicar en 1276.
Dragutin abandonó la política centralizadora de Uroš I y cedió grandes territorios a su madre como feudos. Después de un accidente de equitación, abdicó en favor de su hermano Milutin en 1282, pero retuvo las regiones del norte de Serbia a lo largo de la frontera con Hungría. Dos años más tarde, su cuñado, Ladislao IV de Hungría, le concedió tres banatos: Mačva (o Sirmia ulterior), Usora y Soli. Fue el primer monarca serbio en gobernar Belgrado. Con el apoyo de su hermano, también ocupó el Banato de Braničevo en 1284 o 1285.
En teoría, Dragutin era vasallo tanto de su hermano (para sus territorios serbios) como de los monarcas húngaros (para los cuatro banatos), pero en la práctica gobernó su reino como gobernante independiente desde la década de 1290. Sus conflictos con Milutin se convirtieron en una guerra abierta en 1301, y atacó con frecuencia a los señores húngaros vecinos desde 1307. La mayoría de los nobles serbios apoyaron a Dragutin, pero se vio obligado a hacer las paces con Milutin después de que los mercenarios de Milutin lo derrotaron en 1311 o 1312. Antes de su muerte, ingresó en un monasterio y murió como monje tomando el nombre de Teoctisto, el santo bizantino del siglo V. En la lista de santos serbios, Dragutin es venerado el 12 de noviembre o el 30 de octubre (fechas del viejo antiguo y nuevo estilo).

## Primeros años

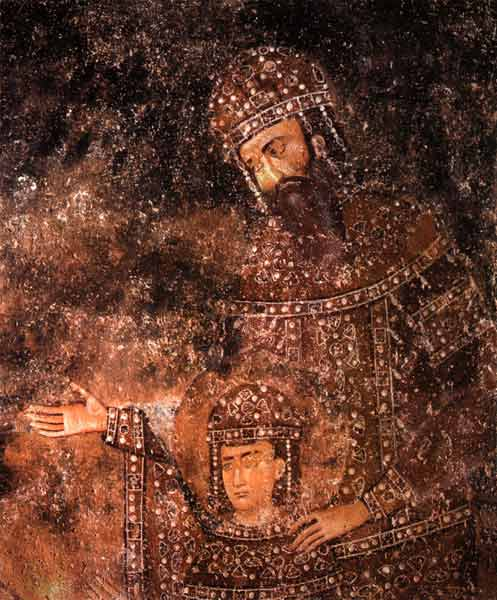
Dragutin y su padre, Esteban Uroš I, en un fresco en el monasterio de Sopoćani.

Dragutin era el hijo mayor del rey Esteban Uroš I de Serbia, y Helena de Anjou. Se desconoce el lugar y la fecha de su nacimiento. En 1264, el monje Domentijan registró que la «cuarta generación» de los descendientes de Esteban Nemanja ya tenía la edad suficiente «para montar a caballo y llevar una lanza de guerrero». Como Domentijan obviamente se refiere a Dragutin, el historiador Miodrag Purković concluyó que debía tener veinte años y fechó su nacimiento alrededor de 1244.
También se desconoce la fecha de su matrimonio con Catalina de Hungría. Su padre y su abuelo, Bela IV de Hungría, probablemente arreglaron el matrimonio durante las negociaciones de paz que siguieron a la invasión de Mačva por parte de Uroš I en 1268, pero una fecha anterior no puede ser excluida. Mačva era una provincia fronteriza húngara al norte de Serbia que había sido gobernada por la hija de Bela IV, Ana, en nombre de su hijo menor, Bela. Uroš I lanzó una incursión de saqueo contra la provincia, pero fue capturado y obligado a buscar una reconciliación. El padre de Catalina, Esteban V, había estado ostentando el título de «rey joven» como cogobernante y heredero de su padre y el mismo título fue otorgado a Dragutin en reconocimiento de su derecho exclusivo a heredar Serbia de su padre. La Paz de Presburgo entre Esteban V y el rey Otakar II de Bohemia es el documento existente más antiguo que describe a Dragutin como «rey joven».
Décadas más tarde, Danilo II, arzobispo de Serbia, registró que los suegros húngaros de Dragutin también esperaban que Uroš cediera partes de su reino a su hijo para permitirle gobernarlos de forma independiente. El acuerdo de paz puede haber prescrito explícitamente la división de Serbia entre Uroš I y Dragutin, según Aleksandar Krstić y otros historiadores. Después de pasar años fortaleciendo su gobierno central, Uroš se mostró reacio a dividir su reino con su hijo. Dragutin y su esposa vivían en la corte de su padre cuando un enviado bizantino visitó Serbia a fines de la década de 1260.
Dragutin se levantó contra su padre en 1276. No se puede determinar si quería persuadir a su padre para que compartiera el poder o si temía ser desheredado a favor de su hermano menor, Milutin. El cuñado de Dragutin, Ladislao IV de Hungría, envió tropas húngaras y cumanas a Serbia para ayudarlo. Dragutin derrotó a su padre cerca de Gacko en el otoño de 1276. Uroš abdicó sin más resistencia y entró en el monasterio de Sopoćani, donde murió un año después.

## Reinado

### Serbia
El arzobispo de Serbia, Joanikije I, abdicó después de la caída de Uroš I. Su abdicación pudo haber sido para protestar por la usurpación del trono por parte de Dragutin, o pudo haber sido forzado a renunciar debido a su estrecha relación con el monarca destronado. Poco después de ascender al trono, Dragutin entregó gran parte de Serbia, incluidos Zeta, Trebinje y otros territorios costeros, y Plav, a su madre como feudos. Las tierras del patrimonio de Helena incluían los territorios centrales del antiguo Reino de Doclea y se convirtieron en una provincia de los herederos del trono serbio después de su muerte. Milutin acompañó a su madre a su reino y se instaló en Shkodër.
La relación de Serbia con la República de Ragusa había sido tensa durante los últimos años del reinado de Uroš I, aunque su esposa apoyaba en secreto a la república. Dragutin se reconcilió poco después de ascender al trono. Carlos de Anjou, rey de Sicilia, quería incluir a Dragutin en una coalición contra el Imperio bizantino. Los dos reyes intercambiaron cartas sobre este tema en 1279.
Dragutin se cayó de su caballo y se rompió la pierna a principios de 1282. Su lesión fue tan grave que se convocó un consejo en Deževo para tomar decisiones sobre el gobierno de Serbia. En el consejo, Dragutin abdicó a favor de Milutin, pero las circunstancias de su abdicación son inciertas. Décadas más tarde, Dragutin contó que ya había entrado en conflicto con Milutin, y que había cedido el gobierno a Milutin solo de forma provisional, hasta que se recuperara. El arzobispo Danilo II escribió que Dragutin abdicó porque consideró el accidente de equitación como un castigo de Dios por sus actos contra su padre, pero el arzobispo también se refirió a «problemas graves» no especificados que contribuyeron a la decisión de Dragutin. El historiador bizantino Jorge Paquimeres fue informado de que la abdicación de Dragutin había sido definitiva, pero Paquimeres también mencionó un acuerdo entre los dos hermanos que aseguraba el derecho del hijo de Dragutin (sin nombre) a suceder a Milutin.

### Sirmia ulterior

El Reino de Esteban Dragutin con sus fronteras norteñas en los ríos Sava y Danubio.

Las inscripciones en los frescos y la correspondencia diplomática brindan evidencia de que Dragutin fue llamado «rey» después de su abdicación, pero la posición suprema de Milutin es evidente. Dragutin continuó presentándose a sí mismo como rey en sus estatutos y en sus monedas. Dragutin y Milutin llevaban insignias reales que se ven en un fresco en la iglesia de san Aquilo, que era la investidura de Dragutin cerca de Arilje, pero Dragutin se representa con menos emblemas reales. En realidad, Serbia se dividió entre Dragutin y Milutin a la abdicación de Dragutin, y Dragutin retuvo la región norte a lo largo de la frontera húngara, incluida la mina de plata recientemente abierta en Rudnik. También ocupó territorios en el oeste de Serbia en el río Lim, por lo que era el vasallo más poderoso de su hermano. Ladislao IV de Hungría otorgó Mačva, Usora y Soli a Dragutin en la segunda mitad de 1284. Los familiares de los monarcas húngaros, más recientemente la suegra de Dragutin, Isabel la Cumana, habían ocupado los mismos territorios como feudos, y Dragutin continuó gobernándolos como un vasallo húngaro. Mačva también era conocido como Sirmia ulterior, por lo que los contemporáneos de Dragutin a menudo lo llamaban «rey de Srem». Tomó asiento en Debrc en el Sava, pero también se quedó regularmente en Belgrado. Fue el primer monarca serbio en gobernar esta ciudad.
Dragutin administró su reino independientemente de su hermano. Apoyó las misiones de los franciscanos en Bosnia y permitió el establecimiento de una sede católica en Belgrado. Dos señores de la guerra cumanos o búlgaros, Darman y Kudelin, se habían apoderado de un antiguo banato húngaro, el Banato de Braničevo. Dragutin invadió Braničevo con la ayuda húngara en 1284 o 1285, pero no pudo derrotarlos. Darman y Kudelin contrataron tropas cumanas y tártaras y comenzaron a asaltar el reino de Dragutin. Dragutin buscó la ayuda de Milutin y los dos hermanos se encontraron en Mačkovac. Después de que unieron sus fuerzas y derrotaron a Darman y Kudelin, Dragutin se apoderó de Braničevo en 1291 o 1292. El nuevo monarca húngaro, Andrés III, también apoyó su acción militar, pero la débil posición de Andrés en Hungría permitió a Dragutin para fortalecer su independencia.

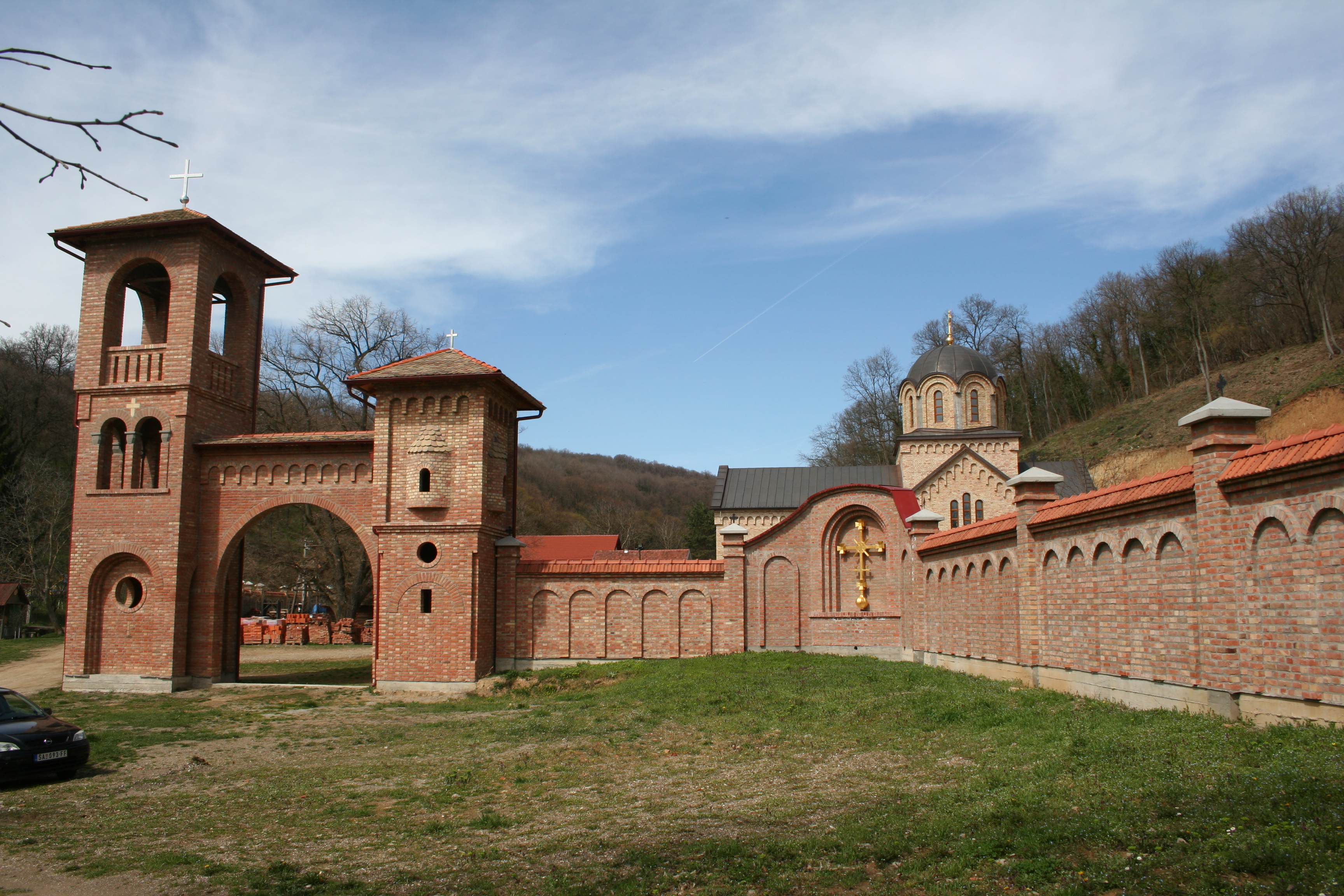
Monasterio de Bešenovo en Bešenovacki Prnjavor, Sirmia.

La cuñada de Dragutin, María, había reclamado Hungría después de la muerte de su hermano, Ladislao IV. Dragutin supuestamente estaba dispuesto a apoyarla a ella y a su hijo, Carlos Martel de Anjou. Carlos Martel, que se consideraba el rey legítimo de Hungría, concedió Eslavonia al hijo de Dragutin, Vladislav, en 1292, pero la mayoría de los nobles y prelados húngaros permanecieron leales a Andrés III. Dragutin también buscó una reconciliación con Andrew, y Vladislav se casó con Constanza, la nieta del tío de Andrés, Albertino Morosini en 1293. Dragutin aprovechó la desintegración de Hungría durante la última década del siglo XIII y se convirtió en uno de la docena de «oligarcas» (o señores poderosos) que gobernaron vastos territorios independientemente del monarca.
Dragutin apoyó los ataques de su hermano contra los territorios bizantinos en Macedonia en la década de 1290. Después de que Milutin hiciera las paces con el Imperio bizantino en 1299, decenas de nobles serbios, que se habían beneficiado de la guerra, se trasladaron al reino de Dragutin. Las tensiones entre los dos hermanos crecieron rápidamente, muy probablemente porque Milutin quería asegurar la sucesión en Serbia para sus propios hijos. En 1301, estalló la guerra abierta y Milutin ocupó Rudnik después de quitárselo a Dragutin. Según los informes raguseos, se firmó un tratado de paz a finales de 1302, pero las tropas de Dragutin o sus aliados saquearon las minas de plata de Milutin en Brskovo en 1303. El conflicto armado duró más de una década, pero se desconocen sus detalles. Las partes supuestamente evitaron librar batallas campales y Dragutin mantuvo su reino casi intacto, aunque los ingresos de las minas de plata permitieron a Milutin contratar mercenarios.
El hijo de Carlos Martel, Carlos Roberto, llegó a Hungría para hacer valer su derecho al trono en 1300. Su abuelo, Carlos II de Anjou, incluyó a Dragutin y la esposa de Dragutin entre los principales partidarios de Carlos Roberto. Entre el verano de 1301 y mayo de 1304, Carlos Roberto pasó gran parte de su tiempo en los dominios del poderoso Ugrin Csák, que estaban ubicados al norte del reino de Dragutin, lo que implica que la relación de Carlos Roberto con Dragutin era cordial. Por razones desconocidas, las tropas de Dragutin saquearon los dominios de Csák en 1307, pero Csák lanzó un contraataque y derrotó al ejército de Dragutin en una fecha desconocida, en algún momento antes del 13 de octubre de 1307. Dragutin hizo una alianza con el oponente de Carlos Roberto, Ladislao Kán, quien gobernó Transilvania en el siglo XIII. El hijo ortodoxo de Dragutin se casó con la hija de Kán, por lo que el legado papal, Gentile Portino da Montefiore, excomulgó a Kán a fines de 1309. El historiador Alexandar Krstić propone que Dragutin quería asegurar el trono húngaro para su hijo mayor, Vladislav, y el trono serbio para su hijo menor, Urošica. Los registros de la destrucción que Dragutin y sus tropas causaron en los condados de Valkó y Szerém muy probablemente se refieren a las frecuentes incursiones de Dragutin contra los territorios de Ugrin Csák en 1309 y 1310. También se apoderó de las propiedades del arzobispado de Kalocsa, lo que impidió que el recién elegido arzobispo Demetrio visitara Roma antes de finales de 1312.

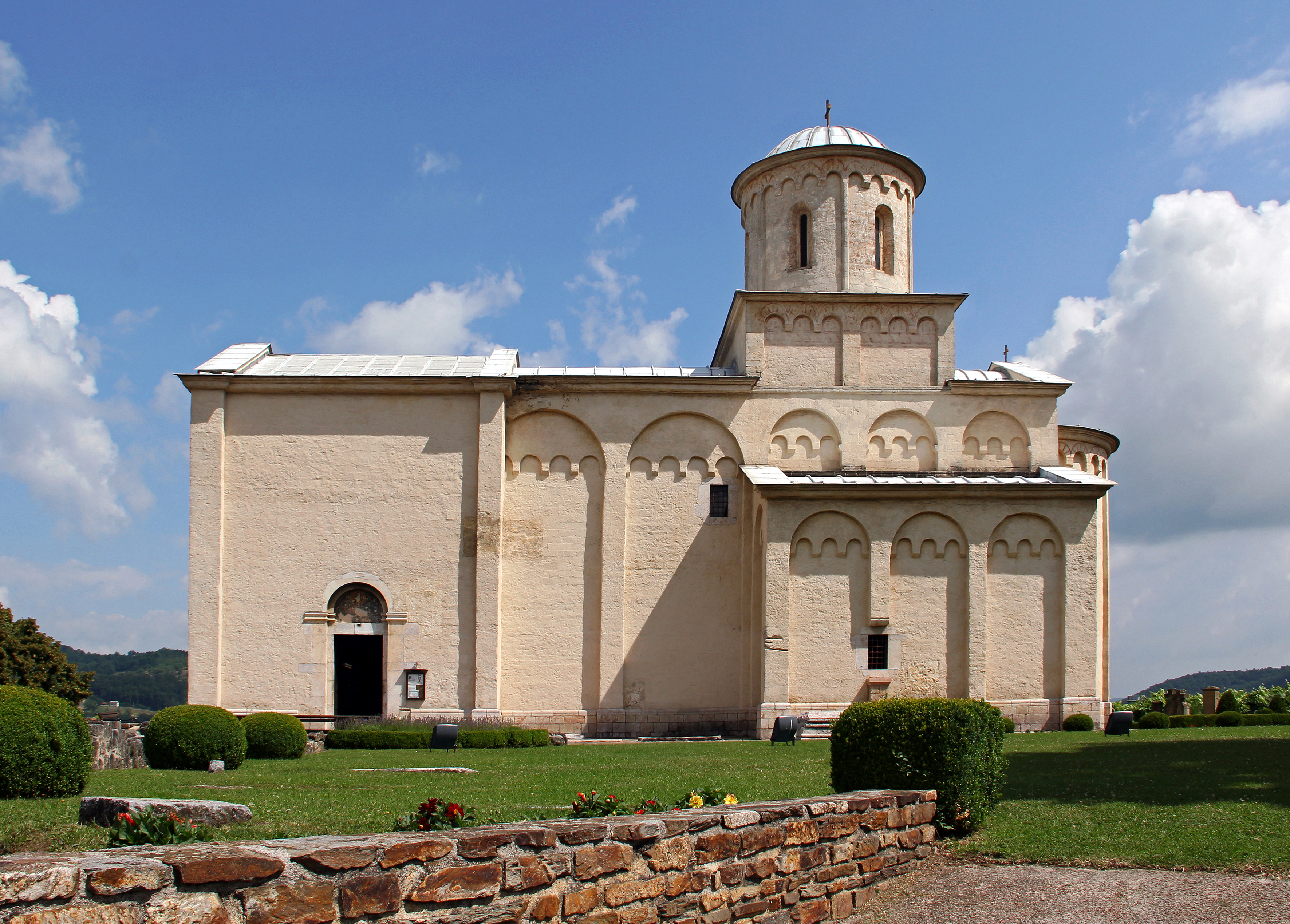
Iglesia de san Aquilo en Arilje.

Su conflicto con Carlos Roberto le obligó a luchar en dos frentes. Podía continuar la guerra contra su hermano después de que los nobles serbios se levantaran contra Milutin a principios de la década de 1310. Los prelados serbios permanecieron leales a Milutin y lo ayudaron a contratar mercenarios tártaros, yásicos y turcos. Después de que Milutin infligiera una derrota decisiva a Dragutin a fines de 1311 o 1312, los prelados mediaron en un tratado de paz entre ellos probablemente en 1312. Dragutin tuvo que reconocer a su hermano como el rey legítimo, pero su serbio el patrimonio (incluida la mina de plata en Rudnik) le fue completamente restituido. Dragutin envió refuerzos para ayudar a su hermano en la lucha contra el poderoso ban de Croacia, Mladen II Šubić de Bribir, en 1313. Según Krstić, Dragutin obviamente hizo un tratado de paz con Carlos Roberto en Sremska Mitrovica en febrero de 1314. En 1314 o 1316, Dragutin firmó la carta de concesión de su hermano al monasterio de Banjska como «el rey anterior».
Dragutin se hizo monje y adoptó el nombre de Teoctisto poco antes de su muerte. Según la biografía del arzobispo Danilo II, mientras agonizaba, declaró que no podía ser venerado como santo. Murió el 12 de marzo de 1316. Fue enterrado en el Monasterio de Đurđevi Stupovi. Se le considera el segundo fundador del monasterio, que había sido construido por su bisabuelo, Esteban Nemanja. En la lista de santos serbios, Dragutin es venerado el 12 de noviembre o el 30 de octubre (fechas de viejo estilo y nuevo estilo). Fue sucedido, en sus dominios del norte, por su hijo, Esteban Vladislav II.